# Regenbekleidung

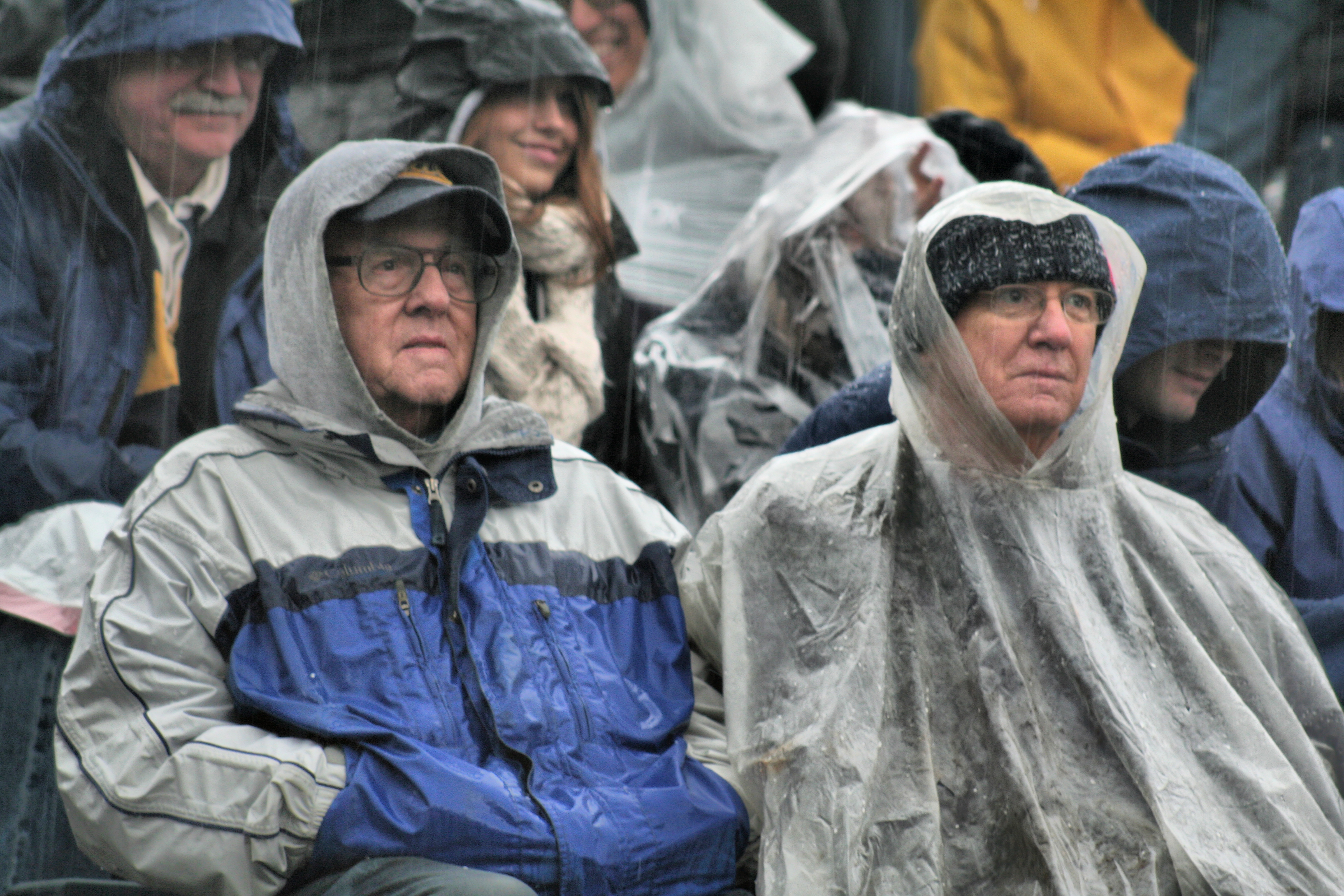
Regenbekleidung

Als Regenbekleidung werden im Allgemeinen Kleidungsstücke und weitere Accessoires bezeichnet, die dem Schutz vor Regen und Feuchtigkeit dienen. Entsprechende Kleidungsstücke wurden früher meist mit Öl oder Wachs beschichtet, um diese wasserabweisend oder wasserdicht zu machen. Moderne Regenbekleidung ist mit Gummi oder Kunststoff beschichtet oder besteht aus speziellen Textillaminaten wie Gore-Tex oder Sympatex.

## Regenbekleidung
- Regencape
- Regenjacke
- Regenmantel
- Friesennerz
- Gummistiefel
- Lackmantel
- Ölzeug
- Südwester
- Wathose